# Lijst van Eurocommissarissen voor Visserij
De functie van Europees commissaris voor Visserij is sinds het aantreden van de commissie-Jenkins (1977) een functie binnen de Europese Commissie. In de Commissie-Von der Leyen (2019-2024) viel het departement Maritieme zaken en visserij onder de verantwoordelijkheid van de Commissaris voor Milieuzaken.

## Commissarissen
|  | Naam                    | Lidstaat    | Nationale partij | Periode   | Commissies |
|  | ----------------------- | ----------- | ---------------- | --------- | ---------- |
|  | Finn Olav Gundelach     | Denemarken  | Onafhankelijk    | 1977-1981 | Jenkins    |
|  | Giorgios Contogeorgis   | Griekenland | Onafhankelijk    | 1981-1985 | Thorn      |
|  | Frans Andriessen        | Nederland   | CDA              | 1985-1986 | Delors I   |
|  | António Cardoso e Cunha | Portugal    | PSD              | 1986-1989 | Delors II  |
|  | Manuel Marín            | Spanje      | PSOE             | 1989-1993 | Delors II  |
|  | Geen commissaris        |             |                  | 1993-1995 | Delors III |
|  | Emma Bonino             | Italië      | IR               | 1995-1999 | Santer     |
|  | Franz Fischler          | Oostenrijk  | OVP              | 1999-2004 | Prodi      |
|  | Joe Borg                | Malta       | PN               | 2004-2010 | Barroso I  |
|  | Maria Damanaki          | Griekenland | PASOK            | 2010-2014 | Barroso II |
|  | Karmenu Vella           | Malta       | MLP              | 2014-2019 | Juncker    |